# Кодру Мушат
Кодру Мушат е бивше село в Егейска Македония, Гърция, разположено на територията на дем Пеония в административна област Централна Македония.

## География
Селото е било разположено в планината Паяк, на 1 km западно от село Баровица (Кастанери).

## История
Кодру Мушат е било вероятно мъгленорумънско село. Селото е напуснато преди основаването на Баровица. Развалините му все още личат към края на XX век.